# 富士谷成章
富士谷 成章（ふじたに なりあきら、元文3年（1738年） - 安永8年10月2日（1779年11月9日））は、江戸時代中期の国学者。 通称は専（千）右衛門。字は仲達。号は咸章、北辺。

## 人物
元文3年（1738年）に皆川成慶（春洞）の次男として京都に生まれる。幼少の頃より異才ぶりを発揮する。宝暦7年（1757年）柳河藩京都留守居富士谷家の養子となる。
漢学は兄の皆川淇園に学ぶ。国学に転じた後も、兄の漢学に対しては深い理解を示し、漢学者たちとも交流した。
和歌は有栖川宮職仁親王に学び、詠歌においても卓越した才能を発揮した。歌集に『北辺成章家集』、詩集に『吟候社詩稿』がある。特に和歌の変遷を示した著書『六運略図』、『北辺七体七百首』は、成章の死後に本居宣長に賞賛された。
安永8年に死去。上品蓮台寺に葬られた。昭和3年（1928年）、正五位を追贈された。

## 業績
国語学者として日本語の品詞分類に功績を残した。成章は言葉を人体に見立て、意味の上から「名」＝名詞、「装（よそひ）」＝動詞・形容詞などの用言、「挿頭（かざし）」＝副詞・接続詞・感動詞、「脚結（あゆひ）」＝助動詞・助詞の4種に分類している。ここには漢学の影響も指摘されるが、成章の独自性によるところが大きい。
この4種のうち、「挿頭」と「脚結」を焦点に解説した語学書が、『挿頭抄』（かざししょう、明和4年〈1769年〉）と『脚結抄』（あゆひしょう、安永8年〈1779年〉）である。これらは文法研究における画期的な成果であり、明治以降において山田孝雄などの国語学者に多大な影響を与えた。
『挿頭抄』は3巻からなり、書名の通り「挿頭」を焦点に俗語訳と証歌を示しながら、語義や用法などを詳説する。収録語は五十音順に掲載されており、いわゆる歌語辞典の性格を強く帯びている。
『脚結抄』は5巻6冊からなり、書名の通り「脚結」を焦点に俗語訳と証歌を示しながら、語法や活用について詳説する。収録語は意味や接続、活用の有無から「属」「家」「倫」「身」「隊」に分類され、それに準じて排列されている。巻頭の「おほむね」には用言の分類と活用体系のほか、本居春庭『詞八衢』に先立つ活用表「装図」が掲載されている。
成章の学問は長男の富士谷御杖が継承した。

## 著作
- 『挿頭抄』(1769年)
- 『脚結抄』(1778年)
- 『北辺成章家』
- 『吟候社詩稿』